# جاي كوكي
جاي كوكي (بالإنجليزية: Jay Cooke) هو مستكشف أمريكي، ولد في 10 أغسطس 1821 في ساندوسكي في الولايات المتحدة، وتوفي في 16 فبراير 1905 في Ogontz, Philadelphia ‏ في الولايات المتحدة.

## وصلات خارجية
- جاي كوكي على موقع الموسوعة البريطانية (الإنجليزية)